# Кубок Лаосу з футболу
Кубок Лаосу з футболу (Кубок Федерації футболу Лаосу) — футбольний клубний турнір в Лаосі, який проводиться під егідою Федерації футболу Лаосу. Переможець змагання представляє країну у Кубку АФК.

## Історія
Турнір виник у 2003 році під назвою Кубок Прем'єр-міністра Лаосу. Першим переможцем став МКТПК. У 2014 році турнір отримав назву Кубок Федерації футболу Лаосу, а у 2015 році Кубок Міністра Лаосу. З 2018 року змагання проводяться під назвою Коммандо Кубок Федерації футболу Лаосу. З різних причин турнір не проводився у 2005, 2008-09, 2016-18, 2021 роках.

## Формат
У турнірі беруть участь команди з Прем'єр-ліги Лаосу, Лао Ліги 2 та регіональних ліг. Розіграш кубка проводиться за системою плей-оф. Переможець пари визначається за підсумками одного матчу, який проводиться на полі команди, що визначається жеребкуванням. Фінальний матч проходить на Новому Лаоському національному стадіоні у В'єнтьяні.

## Фінали
| Сезон   | Переможець                   | Рахунок                 | Фіналіст                |
| ------- | ---------------------------- | ----------------------- | ----------------------- |
| 2003    | МКТПК                        | 2-1                     | Армія Лаосу             |
| 2004    | В'єнтьян                     | 2-1 дч                  | Саваннакхет             |
| 2005    | змагання не проводились      | змагання не проводились | змагання не проводились |
| 2006    | Лаосько-американський коледж | 3-1                     | В'єнтьян                |
| 2007    | МПВП                         | 2-1 дч                  | Саваннакхет             |
| 2008-09 | змагання не проводились      | змагання не проводились | змагання не проводились |
| 2010    | Банк Лаосу                   | 5-2 дч                  | МПС                     |
| 2011    | Банк Лаосу                   | 1-0                     | Поліція Лаосу           |
| 2012    | СХБ Чампассак                | 5-0                     | Саваннакхет             |
| 2013    | Армія Лаосу                  | 1-0                     | Пар Вем                 |
| 2014    | Поліція Лаосу                | груповий турнір         | Лао Тойота              |
| 2015    | Ланексанг Юнайтед            | 5-0                     | Армія Лаосу             |
| 2016-18 | змагання не проводились      | змагання не проводились | змагання не проводились |
| 2019    | Лао Тойота                   | 8-0                     | Ево Юнайтед             |
| 2020    | Янг Елефантс                 | 2-1                     | Мвангхат Юнайтед        |
| 2021    | змагання не проводились      | змагання не проводились | змагання не проводились |
| 2022    | Янг Елефантс                 | 5-2 дч                  | Мастер 7                |
| 2023-24 | змагання не проводились      | змагання не проводились | змагання не проводились |
| 2025    | Езра                         | 2-1 дч                  | Янг Елефантс            |

## Титули за клубами
| Команда                      | Перемоги       |
| ---------------------------- | -------------- |
| Йота                         | 2 (2003, 2007) |
| Банк Лаосу                   | 2 (2010, 2011) |
| Янг Елефантс                 | 2 (2020, 2022) |
| В'єнтьян                     | 1 (2004)       |
| Лаосько-американський коледж | 1 (2006)       |
| СХБ Чампассак                | 1 (2012)       |
| Армія Лаосу                  | 1 (2013)       |
| Поліція Лаосу                | 1 (2014)       |
| Ланексанг Юнайтед            | 1 (2015)       |
| Лао Тойота                   | 1 (2019)       |
| Езра                         | 1 (2025)       |